# 新田下江田町
新田下江田町（にったしもえだちょう）は、群馬県太田市にある地名（町丁）。郵便番号は370-0333。

## 概要
木崎地区にある町丁。

## 地理
南部を石田川が通っている。

### 新田下江田町内の区
新田下江田町（木崎地区）の行政区の一覧。
| 地区     | 行政区         | 読み                   | 区域                               |
| -------- | -------------- | ---------------------- | ---------------------------------- |
| 木崎地区 | 中江田北高尾   | なかえだきたたかお     | 新田下江田町、新田高尾町の各一部   |
| 木崎地区 | 中江田南下江田 | なかえだみなみしもえだ | 新田下江田町、新田中江田町の各一部 |

### 近隣町丁
- 新田中江田町
- 世良田町
- 出塚町
- 粕川町
- 新田木崎町

## 世帯数と人口
2022年（令和4年）3月31日現在の世帯数と人口は以下の通りである。
| 町丁         | 世帯数  | 人口  |
| ------------ | ------- | ----- |
| 新田下江田町 | 104世帯 | 275人 |

## 小・中学校の学区
市立小・中学校に通う場合、学区は以下の通りとなる。
| 番地                                 | 小学校             | 中学校             |
| ------------------------------------ | ------------------ | ------------------ |
| 中江田北高尾、中江田南下江田（全域） | 太田市立木崎小学校 | 太田市立木崎中学校 |

## 交通

### 鉄道
中央に東武伊勢崎線が通っているが、鉄道駅はない。

### 道路
- 国道354号